# Tiquilia hunteri
Tiquilia hunteri är en strävbladig växtart som beskrevs av A. Richardson. Tiquilia hunteri ingår i släktet Tiquilia och familjen strävbladiga växter. Inga underarter finns listade i Catalogue of Life.